# Daskot
Daskot (bulgarisch Дъскот) ist ein bulgarisches Dorf in der Oblast Weliko Tarnowo mit einer Fläche von knapp 2 km² und 444 Einwohnern.

## Lage
Daskot liegt ca. 7 km östlich der Kleinstadt Pawlikeni (bulg. Павликени) an der Grenze zwischen Vorbalkan und Donauetiefebene auf einer Höhe von ca. 250 m ü. NN.

## Verkehr
Alle drei Stunden hält in Daskot die Buslinie Weliko Tarnowo-Pawlikeni. Des Weiteren verfügt das Dorf über Landstraßenanbindung nach Pawlikeni, Paskalewez und Lesitscheri.

## Wirtschaftliche Situation

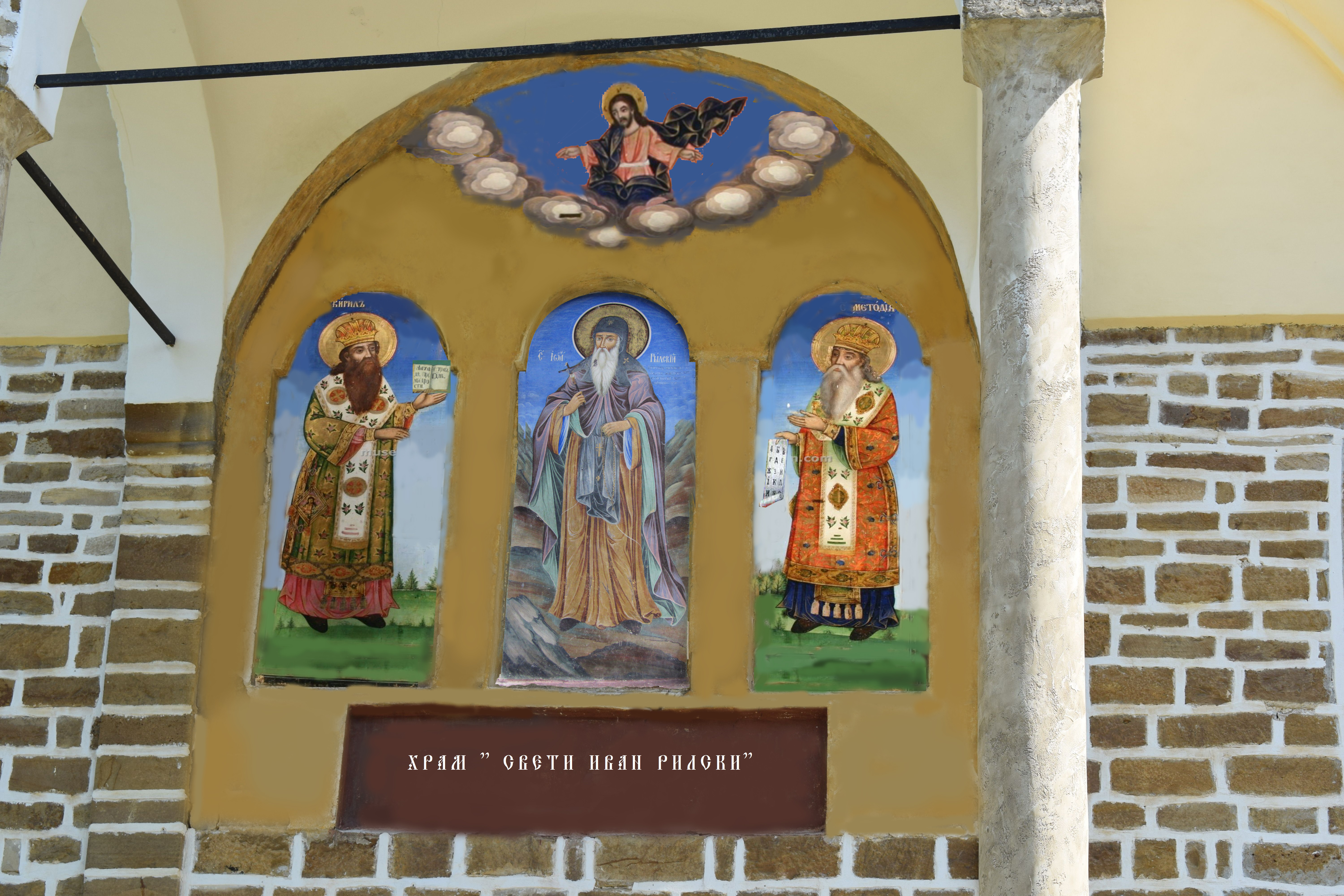
Zerfallene Kirche im Dorf

Aufgrund der schlechten Infrastruktur ist Daskot für junge Leute wenig interessant, und von den einst über tausend Einwohnern sind weniger als 450 übrig geblieben. Diese setzen sich größtenteils aus Senioren, Roma und westlichen Einwanderern, die ein ruhiges, ländliches Leben zu schätzen wissen, zusammen. Dies hat die Folge, dass ein Großteil der Grundstücke brachliegt und viele Häuser zerfallen. So liegen in Daskot heutzutage auch viele öffentliche Gebäude wie Cafés, Restaurants und ehemalige Einzelhandelsbetriebe brach und zerfallen langsam.
Ein verlassener Betrieb, in dem seinerzeit Elektroartikel (Radios, TV-Geräte) hergestellt wurden und die ehemalige Bibliothek sowie eine zerfallene Kirche sind Zeugen des einst blühenden Dorflebens. In der Dorfschule ist heute ein Kindergarten untergebracht.

## Geschichte
Der spätere Staatschef der Volksrepublik Bulgarien, Todor Schiwkow lebte von 1938 bis 1942 in Daskot, da seine Frau Mara Maleewa dort und in den Nachbardörfern als Ärztin tätig war. Sie hatten 1938 geheiratet. Seit 2012 ist der Ort Namensgeber für den Daskot Point, eine Landspitze an der Oskar-II.-Küste des Grahamlands in der Antarktis.